# Р-124
Р-124 — советское переговорное устройство, предназначенное для обеспечения внутренней и циркулярной телефонной связью членов экипажей боевых машин и командиров десантных подразделений. По данным на 2004 год считалось устаревшим, хотя и широко распространённым в сухопутных войсках Российской Федерации средством коммуникации взамен которого начала применяться аппаратура Р-174.

## Состав и назначение
Танковое переговорное устройство Р-124 обеспечивает:
- телефонную связь между пятью абонентами с прослушиванием собственной речи,
- возможность подключения командира машины и наводчика к бортовой радиостанции (Р-123 или Р-112) для выхода во внешний эфир,
- прослушивание членами экипажа сигналов от оборудования радиационной и химической разведки.

При этом, коэффициент словесной разборчивости речи в условиях акустического шума интенсивностью 120 дБ при вибрационно-ударных нагрузках, типичных для условий эксплуатации бронетанковой техники, составляет не менее 90 %.
Р-124 состоит из пяти абонентских аппаратов связи (А-1, А-2, А-3, А-4, А-5), пяти шлемофонов с ларинготелефонной гарнитурой и пяти телефонных кабелей с нагрудными переключателями. Аппарат А-1 предназначен для внутренней связи командира боевой машины со всеми членами экипажа, с десантом и для выхода командира во внешнюю радиосеть через бортовую радиостанцию, аппарат А-2 с возможностью подключения к одной из радиостанций предназначен для наводчика, аппарат А-3 с выходом только на внутреннюю связь — для заряжающего, А-4 — для механика-водителя, А-5 — для командира десанта.
Электрическая схема представляет собой усилительно-коммутационную систему, объединяющую ларингофонные усилители и один оконечный усилитель в единый усилительный тракт. Питание осуществляется от бортовой электросети напряжением 27 вольт при потребляемом токе 0,45 ампера.